# Lady Be Good
 Lady Be Good és una pel·lícula musical estatunidenca dirigida per Norman Z. McLeod el 1941.

## Argument
A Nova York, al jutjat, la cantant de revista Marilyn Marsh i la seva amiga Dixie Donegan declaren sobre les raons que han portat aquesta última a demanar el divorci: cambrera en un restaurant, havia conegut Eddie Crane, un compositor de cançons sense envergadura, a falta d'haver trobat el lletrista ideal. Però Dixie posseeix el do innat d'imaginar texts adequats. Formen llavors un duo d'èxit, es casen, i col·laboren amb l'editor Max Milton, l'arranjador 'Red' Willet o inclús el cantant popular Buddy Crawford. Però després d'alguns anys, embriagat per aquest èxit, Eddie es posa a freqüentar l'alta societat novaiorquesa i a abandonar la composició, així com la felicitat dels seus inicis. Dixie obté sense dificultats el divorci però aviat s'adonen que no poden passar un sense l'altre.

## Repartiment
- Eleanor Powell: Marilyn Marsh
- Ann Sothern: Dixie Donegan
- Robert Young: Edward 'Eddie' Crane
- Lionel Barrymore: El jutge Murdock
- John Carroll: Buddy Crawford
- Red Skelton:  Joe 'Red' Willet
- Virginia O'Brien: Lull
- Tom Conway: M. Blanton
- Dan Dailey: Bill 'Billy' Pattison
- Reginald Owen: Max Milton
- Rose Hobart: Mme Carter Wardley
- Phil Silvers: El mestre de cerimònies
- Connie Russell: La cantant
- James, Warren i Nyas Berry: Ells mateixos (The Berry Brothers)

I, entre els actors que no surten als crèdits:
- Doris Day: Una principiant

## Premis
- 1941. Oscar a la millor cançó original per The Last Time I Saw Paris de Jerome Kern i Oscar Hammerstein II.